# Álvaro Mesén
Álvaro Mesén Murillo, né le 24 décembre 1972 à Alajuela, est un footballeur international costaricien. Il joue au poste de gardien de but.

## Biographie

### En équipe nationale
Il a disputé la coupe du monde de football 2002, puis la Gold Cup en 2003 et 2005.
Mesén participe à la coupe du monde 2006 avec l'équipe du Costa Rica.

## Palmarès

### En club
- Champion du Costa Rica en 1996, 1997, 2000, 2001, 2002, 2003 avec Alajuelense
- Vainqueur de la Coupe des champions de la CONCACAF en 2004 avec Alajuelense

### En équipe nationale
- 38 sélections en équipe nationale entre 1999 et 2006
- Champion UNCAF en 1997 et 2003